# Gubkin-Universität für Erdöl und Gas
Die Gubkin-Universität für Erdöl und Gas oder Russische Staatliche Universität für Erdöl und Gas „I.M. Gubkin“ (russisch Российский государственный университет нефти и газа имени И. М. Губкина) ist eine staatliche Universität in Moskau und die führende Hochschule des Landes auf dem Gebiet der Energiewirtschaft und Energietechnik. Dabei stehen Produktionstechnologien, die Erforschung, Förderung und Verarbeitung von Erdöl und Gas im Mittelpunkt der wissenschaftlichen Arbeit.

## Geschichte
Im Jahr 1920 wurde auf Initiative Professor Iwan Michailowitsch Gubkins in der Moskauer Bergbau-Akademie ein Lehrstuhl für Erdöl eröffnet und begonnen, Ingenieure auf diesem Gebiet auszubilden. 1924 schlossen die ersten Geologen ihre Ausbildung ab. Im Folgenden entstanden Lehrstühle für Ölerkundung, -bohrung und -ausbeutung, Chemie und Technologie. 1929 teilte sich die Erdölfakultät in die Abteilungen Geologie und Erkundung, Erdölverarbeitung und -produktion. Um die schnell wachsende Erdölindustrie mit gut ausgebildeten Kadern versorgen zu können, wurde 1930 auf Basis der Erdölfakultät der Akademie das Moskauer Erdölinstitut gegründet und ihm der Name Gubkins verliehen. Während des Zweiten Weltkrieges meldeten sich viele Mitarbeiter und Studenten freiwillig zur Roten Armee und halfen bei der Verteidigung Moskaus. Das Institut arbeitete in dieser Zeit weiter.
In der Nachkriegszeit umfasste die wissenschaftliche Forschungs- und Entwicklungsarbeit das komplette Spektrum des Energiesektors. Diese Zeit brachte eine große Anzahl von Entdeckungen hervor. Immer an den Bedürfnissen der Industrie orientiert, hatte das Institut die folgenden Fakultäten: Geologie, Erschließung von Öl- und Gasvorkommen, Chemietechnik und Ökonomie. 1962 forderte die Industrie Spezialisten für die Automatisierung der industriellen Prozesse und es entstand die neue Fakultät Automatisierung und Informatik. Es folgte die Fakultät für Rohrleitungsnetzplanung, -konstruktion und -betrieb. 1988 wurde der neue Ausbildungszweig Umwelttechnik und 1991 der für Rechtswissenschaften im Bereich des Erdölsektors der nationalen Wirtschaft begonnen.

### Universitätsleitung

#### Direktoren
- Iwan Michailowitsch Gubkin (1930)
- Alexander Alexejewitsch Nikischin (1934)
- Artemi Gawrilowitsch Serdi (1937)
- Michail Michailowitsch Tscharygin (1939)
- Alexander Wassiljewitsch Toptschijew (1942)
- Artemi Gawrilowitsch Serdi (1947)
- Kusma Fomitsch Schigatsch (1954)

#### Rektoren
- Kusma Fomitsch Schigatsch (1961)
- Wladimir Nikolajewitsch Winogradow (1962)
- Albert Iljitsch Wladimirow (1993)
- Wiktor Georgijewitsch Martynow (2008)

## Die Universität heute
Die Lehreinrichtung ist unmittelbar mit dem Brennstoff-energetischen Komplex Russlands verbunden. Sie arbeitet eng mit internationalen Firmen wie BP, Shell oder Halliburton zusammen. In den Jahren von 2006 bis 2009 erfüllte die Universität in Zusammenarbeit mit dem angeschlossenen Technopark wissenschaftliche Forschungsarbeiten mit einem Umfang von etwa 3 Milliarden Rubel. Heute bietet die Institution 15 Hauptstudiengänge mit 26 Lehrstühlen und 39 wissenschaftlichen Vertiefungsrichtungen an.

### Fakultäten
- Geologie und Geophysik von Erdöl und Gas
- Förderung von Erdöl- und Gasvorkommen
- Projektierung, Aufbau und Betrieb von Rohrleitungstransportsystemen
- Mechanik für Ingenieure
- Chemietechnologie und Ökologie
- Automaten- und Rechentechnik
- Ökonomie und Management
- Rechtswissenschaft
- Humanwissenschaft
- Magistervorbereitung
- Moskauer Abendfakultät
- Postuniversitäre Bildung
- Naturwissenschaft
- Dozentenqualifizierung

### Filialen
- Orenburg[4]
- Taschkent[5]
- Aşgabat[6]

## Kooperationen
- University of Texas und University of Wyoming (USA)
- Technische Universität Bergakademie Freiberg, Technische Universität Clausthal[7] und Universität Siegen (Deutschland)
- Französische Universität für Erdöl (Frankreich)
- Rogaland Hochschule (Norwegen)

Weiterhin arbeitet sie unter anderem mit Lehreinrichtungen in Kanada, England, Ungarn, Polen, China, Sudan, Turkmenistan, Usbekistan zusammen. Pro Jahr sind im Rahmen der Verträge durchschnittlich 130 Professoren, Dozenten und Mitarbeiter im Ausland, halten dort Vorlesungen oder führen wissenschaftliche Forschungsarbeiten durch. Die Universität empfängt zu ebendiesen Tätigkeiten jährlich etwa 80 ausländische Wissenschaftler. Die Einrichtung ist weiterhin Mitglied der European University Association und nimmt zusammen mit Österreich, Frankreich und Deutschland an den internationalen Programmen TACIS und TEMPUS-TACIS teil. 2017 beschlossen Universität und Nord Stream AG eine Zusammenarbeit in den Gebieten Energiewirtschaft sowie Energietechnik.

## Auszeichnungen
- Rotbannerorden der Arbeit 1945
- Orden der Oktoberrevolution 1980
- Orden der Freundschaft der Sozialistischen Republik Vietnam 2000